# Mad Families
Mad Families è un film del 2017 diretto da Fred Wolf. 
Pellicola di genere commedia, ultima apparizione cinematografica dell'attrice e cantante Naya Rivera.

## Trama
Durante il weekend del 4 luglio, tre famiglie dovranno competere per riuscire ad avere un posto dove poter campeggiare.

## Distribuzione
Il film è stato distribuito a partire dal 12 gennaio 2017.